# Spike Lee
Shelton Jackson "Spike" Lee, född 20 mars 1957 i Atlanta, Georgia, är en amerikansk filmregissör, manusförfattare, filmproducent och skådespelare.

## Biografi
Lee föddes i Atlanta men växte upp i Brooklyn i New York. Han studerade vid Morehouse College och därefter filmproduktion vid New York Universitys Tisch School of Arts på Manhattan.
Lee har producerat och regisserat ett flertal kritikerrosade filmer som bland annat behandlar diskriminering av afroamerikaner. Han har skapat sig ett namn inom filmen som regissören som på allvar tar upp frågor om ras, fördomar, rasism och tillhörighet på filmduken. Hans tredje spelfilm Do the Right Thing från 1989 satte honom ordentligt på kartan när den skapade en väldig debatt i USA.
Genom åren har han också påvisat ett återkommande formspråk, med montage och ljus- och färgsättningen som främsta kännetecken, som framkallar en alldeles egen estetik. Han har också producerat och regisserat många musikvideor.
Spike Lee har vunnit och nominerats till ett flertal priser. Bland annat har han nominerats till två Oscars, 1990 i kategorin Bästa originalmanus för Do the Right Thing och 1998 tillsammans med Samuel D. Pollard för Bästa dokumentär med filmen 4 Little Girls. Vidare har han tävlat fyra gånger om Guldbjörnen och tre gånger om Guldpalmen. 2007 vann han två Emmy Awards för dokumentärserien When the Levees Broke: A Requiem in Four Acts som undersökte hur amerikanska regeringen hanterat Orkanen Katrina. Vid filmfestivalen i Cannes 2018 vann han Grand Prix för BlacKkKlansman. På Oscarsgalan 2019 vann Lee för Bästa manus efter förlaga för BlacKkKlansman.

## Filmografi i urval
- 1986 – She's Gotta Have It
- 1988 – School Daze
- 1989 – Do the Right Thing
- 1990 – Mo' Better Blues
- 1991 – Jungle Fever
- 1992 – Malcolm X
- 1994 – Crooklyn
- 1995 – Clockers
- 1996 – Girl 6
- 1996 – Get on the Bus
- 1997 – 4 Little Girls (dokumentär)
- 1998 – He Got Game
- 1999 – Summer of Sam
- 2000 – The Original Kings of Comedy
- 2000 – Bamboozled
- 2002 – 25th Hour
- 2004 – She Hate Me
- 2006 – When the Levees Broke: A Requiem in Four Acts (TV-serie) (dokumentärserie)
- 2006 – Inside Man
- 2008 – Miraklet vid St. Anna
- 2012 – Red Hook Summer
- 2013 – Oldboy
- 2018 – BlacKkKlansman
- 2020 – Da 5 Bloods
- 2025 – Highest 2 Lowest